# هوغو إيبرهارت
هوغو إيبرهارت (بالألمانية: Hugo Eberhardt)‏ هو مسير أعمال نمساوي، ولد في 21 فبراير 1948 في Landl ‏ في النمسا.